# Vargem Pequena
Vargem Pequena é um bairro localizado na Zona Oeste do município do Rio de Janeiro.
Faz limite com os bairros Camorim, Recreio dos Bandeirantes e Vargem Grande.
Seu IDH, no ano 2000, era de 0,746, o 116º colocado entre 126 regiões analisadas na cidade do Rio de Janeiro.

## História
Localizada próximo ao Recreio dos Bandeirantes,Vargem Pequena compreende as planícies alagadiças dos campos de Sernambetiba, cortadas pelos canais do Portelo e do Cortado. O bairro estende-se até o Maciço da Pedra Branca, no trecho denominado Serra Alto do Peri e Sacarrão, e abrange a Pedra de Ubaeté, ou Calembá, cuja encosta norte é ocupada pela pedreira Ibrata, cuja autorização de funcionamento data de 1 de março de 1973, em área com mais de 50 hectares.
A região era parte da enorme sesmaria de Gonçalo Correia de Sá, proprietário do Engenho do Camorim, dado a sua filha D. Vitória de Sá, em 1625, e, como dote, a seu marido Dom Luiz de Céspedes (governador geral do Paraguai), em 1628. Com a morte de D. Vitória, em 1667, a propriedade seria deixada para os Monges Beneditinos que dividiram o Engenho do Camorim, criando a fazenda de Vargem Pequena. Em 1776, o Padre Frei Gaspar de Madre de Deus construiu a igreja de N. Sra. do Pilar, atual N. Sra. de Monte Serrat, tombada pelo Patrimonio Histórico e Artístico, no alto de elevação com bela vista da planície vizinha.
Em 1678, Frei Bernardo de São Bento, monge-arquiteto do Mosteiro de São Bento, traçou a primeira estrada de acesso da região, a Estrada Velha do Engenho, que interligava as propriedades dos Beneditinos. Essa estrada teria os nomes de Pavuna, Curicica e de Guaratiba e hoje corresponde a Estrada dos Bandeirantes. Em 1710, o corsário Duclerc passsaria pela estrada aberta pelos beneditinos com seus soldados para atacar a cidade do Rio de Janeiro.
Durante dois séculos os beneditinos exploraram a região com a criação de gado, cultivo da mandioca e preparo da farinha, coadjuvantes do cultivo da cana-de-açúcar. Com o surgimento do ciclo do café, sítios e chácaras passaram a cultivá-lo intensamente. Em Vargem Pequena se concentrava uma pequena população, composta de sitiantes dos Beneditinos, cuja produção se comprometia com a Ordem, sediada no centro da cidade.
Em 1891, todas essas terras da ordem dos Beneditinos foram vendidas para a Companhia Engenho Central de Jacarepaguá, sendo repassadas ao Banco de Crédito Móvel. Os lavradores, não reconhecendo o direito do Banco, fundaram a Caixa Auxiliadora dos Lavradores de Jacarepaguá e Guaratiba.
Na década de 1930, ocorreu um aumento da venda de terrenos, e, após 1936, a Empresa Saneadora Territorial Agrícola, de Francis Walter Hime, passou a fazer o saneamento, loteamento, venda e administração da localidade.
De características rurais, com planícies, montanhas, sítios e casas de veraneio, o bairro vem ganhando feições urbanas com o surgimento de grandes loteamentos e condomínios ao sul da Estrada dos Bandeirantes, que ocupam as regiões alagadiças em direção ao Canal do Portelo. Completam o quadro as comunidades de baixa renda como Palmares e Monte Serrat, um pequeno shopping center construído na Estrada dos Bandeirantes e empreedimentos ao longo da Estrada da Boca do Mato, acesso interno da região. Nessa via, a Universidade Estácio de Sá implantou seu curso de medicina veterinária, criado em 1996, no campus Vargem Pequena.
O bairro possui áreas de lazer voltadas para eventos, eco-turismo e parques aquáticos, destacando-se a Fazenda Alegria, em reserva florestal de 1 milhão de m2, e o Sítio Lagedo, com 300.000 m2. Acima da cota dos 100 metros, situa-se o Parque Estadual da Pedra Branca, que abrange a Serra Alto do Peri, o Sacarrão Pequeno (379 m), o Pico do Sacarrão (669 m) e a Pedra Rosilha (472 m).
Ligado ao Recreio dos Bandeirantes pela Estrada Benvindo de Novaes. O bairro encontra-se em vigorosa expansão imobiliária, com construções de condomínios acontecendo por todos os lados. É um dos bairros que mais vem crescendo na cidade do Rio de Janeiro, tendo passado de 11536 habitantes em 2000 para 27250 habitantes em 2010.
Infelizmente, seguindo uma tendência de mau planejamento e crescimento urbano, possui algumas áreas de ocupação ilegal com formação de algumas favelas e vilas de baixa renda, mas que, até o momento, não registram índice de presença criminosa, sendo apenas consideradas áreas humildes que dividem espaço com condomínios altamente luxuosos e mansões.
É um local extremamente tranquilo e arborizado. Cercado por montanhas e com ar muito puro e fresco, é refúgio para os amantes de natureza e esporte.